# ج
La ǧīm o ŷīm (en árabe ﺟﻴﻢ, ǧīm [d͡ʒiːm]) es la quinta letra del alfabeto árabe. En árabe clásico representa un sonido fricativo, africado, prepalatal y sonoro, /d͡ʒ/. En la numeración abyad tiene el valor de 3. Es una letra lunar. Proviene, por vía de los alfabetos nabateo y arameo, de la letra fenicia gaml.

## Historia
| fenicio | arameo | siríaco | nabateo | árabe |
| ------- | ------ | ------- | ------- | ----- |
| 𐤂       | 𐡂      | ܓ       |         | ج     |

La ǧīm se liga a la siguiente letra de la palabra. También con la precedente, siempre que esta no sea álif, dāl, ḏāl, rā, zāy o wāw, que nunca se atan a la letra posterior.

## Pronunciación
Para la mayoría de registros de árabe estándar (es decir árabe literario) y para  hablantes de otras lenguas que usan el alfabeto arábigo (p. ej. persa, urdu, pastún, uigur, malayo, etc) la pronunciación enseñada es de una africada [d͡ʒ], que es el único valor aceptable para recitar el Corán. Este sonido clásico, representa un sonido africado, prepalatal y sonoro.
Sin embargo, en árabe vernáculo puede representar, según el dialecto, el sonido consonántico /dʒ/, como fricativa /ʒ/ en el levante mediterráneo y varias partes del norte de África) o bien como /g/, la pronunciación prestigiosa y más común en Egipto y Yemen meridional). Las diferencias en pronunciación ocurren porque los hablantes de árabe estándar moderno pronuncian las palabras de acuerdo a su variedad hablada de árabe. En tales variedades, palabras cognadas tendrán diferencias consistentes con su pronunciación de gim:

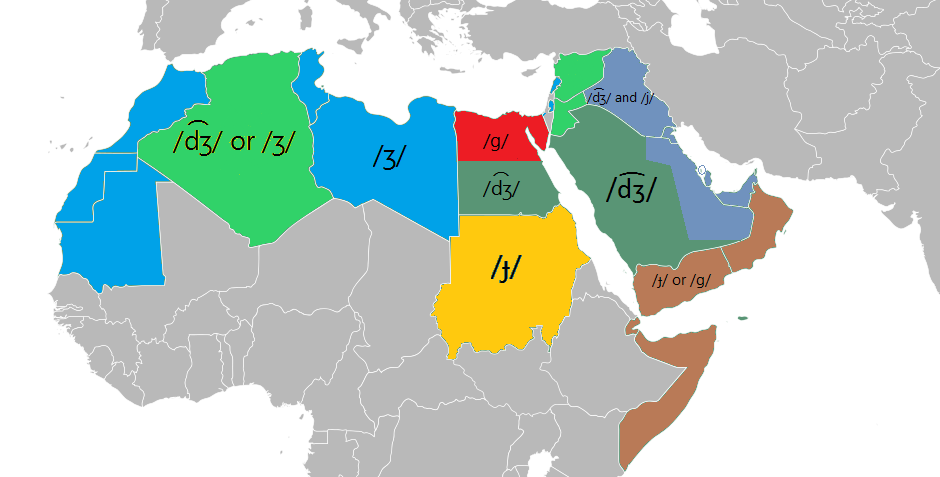
Una aproximación de las principales pronunciaciones de yim ⟨ج⟩ en los dialectos de árabe

Las tres pronunciaciones principales son:
- d͡ʒ: en la mayoría de la Península arábiga, Argelia, Irak y algunas partes del  Levante. Sin embargo, en árabe argelino y árabe del Golfo en algunos sitio se suaviza a [ʒ].
- ʒ: en la mayoría de  Levante y  Magreb.
- g: La pronunciación estándar en Egipto, partes de  Yemen ( Oeste y  Sur) y al suroeste de Omán (incluyendo socotrí), así como en hebreo y en otros idiomas semíticos. Esta pronunciación también existe coloquialmente en el noroeste de África en palabras que contienen sonidos alveolares acanalados (/s/, /z/) pero no para pronunciar el árabe literario.

Otras pronunciaciones:
- ɟ: En algunas regiones de Sudán y Yemen, además de ser una reconstrucción común de la pronunciación del árabe clásico.
- j: en partes de la Península arábiga en su discurso más coloquial, pero para pronunciar cultimos del árabe literario se dice [d͡ʒ] o, a veces, [ʒ].

Los egipcios siempre utilizan la letra para representar [ɡ] tanto en nombres y extranjerismos, como جولف "golf". Aun así, ج puede ser utilizado en Egipto para transcribir /ʒ~d͡ʒ/ (normalmente pronunciado [ʒ]). Si hay una necesidad de diferenciar entre estos sonidos entonces un gim con tres puntos (چ) se usa para representar /ʒ/, lo cual es también una propuesta para el mehri y socotri.

## Transliteración
Con el resto del alfabeto árabe, no hay una transliteración fija. Muchas transliteraciones científicas, como la DIN 31635, usan una g con carón (ǧ) u otras variantes de G, lo que remite a su origen, la letra fenicia gimel (𐤂), y ayuda en estudios comparativos de etimología semítica. En español se suele transcribir como «y» al adaptarse la palabra, por ejemplo se escribe «hiyab» (en árabe حجاب). Para la finalización de palabras no se usa «y», sino que se suele reemplazar por «gh» o «ch», como por ejemplo en «burgh»  (en árabe برج), que se traduce como «torre». En muchos nombres propios predominan las transcripciones basadas en francés e inglés, que utilizan principalmente «j», aunque se recomienda su adaptación con «y». En árabe egipcio se pronuncia como «g» por lo que se usa esta letra en la transcripción, por ejemplo «Gamal Abdel Nasser», en vez de yamāl.

## Descendientes

### Che persa
La che (چ) es una de las cuatro letras adicionales del alfabeto persa y es la letra derivada de gim más extendida, ya que el alfabeto persa se ramificó a una gran variedad de otros alfabetos. Tiene tres puntos en su parte inferior y representa en persa el fonema /tʃ/, un sonido similar a la "Ch" española. También se usa en el alfabeto bereber arábigo.

### Dyeh sindi
Dyeh ڄ es una gim con dos puntos inferiores y representa el sonido de una consonante palatal implosiva /ʄ/ en idioma sindi y saraiki. 
Compuesto
Cuando se unen 'ن' y 'ڄ' se forma 'نڄ' el sonido palatal nasal /ɲ/. Es el sexto sonido especial del idioma saraiki. En el siglo anterior algunos utilizaban la letra árabe nyeh ڃ (U+0683) para este sonido. En la actualidad solo se usa نڄ . Por ejemplo, نڄ se usa en ونڄ، تھنڄ۔

### Ña mappila
Ña o nya ڿ es una che con un punto superior y representa el sonido /ɲ/ (como la "Ñ") en arabi maayalam, el alfabeto malabar arábigo que es utilizado por los mappila.

### Chheh sindi
Chheh ڇ es una gim con cuatro puntos inferiores y representa el sonido /cʰ/ en idioma sindi.

### Gim con dos puntos sobrescritos
Gim con dos puntos superiores ࢢ representa el sonido /ʄ̊/ (consonante palatal implosiva sonora) en idioma serere.

## Unicode
En la representación Unicode, ǧīm ocupa el punto U+062C con el nombre ARABIC LETTER JEEM.
En la codificación ISO 8859-6, el punto 0xcc.
Como entidad HTML, se codifica como &#1580;